# Маяк Палмерс-Лендинг
Маяк Палмерс-Лендинг (англ. Bridges Point Lighthouse) — маяк, расположенный на берегу реки Сент-Джон, графство Кингс, провинция Нью-Брансуик, Канада. Построен в 1896 году. Сгорел в 1961 году.

## История
Долину реки Сент-Джон европейцы (сначала французы, затем британцы) колонизировали уже в XVII веке, потому потребность в маяках около опасных мест вдоль течения реки возникла достаточно давно. Многие из этих маяков (Бельеас-Пойнт, Макколган-Пойнт, Робертсон-Пойнт, Кокс-Пойнт, Фанджойс-Пойнт, Бриджес-Пойнт и Палмерс-Лендинг) названы в честь первых владельцев земли, на которых они построены. Во многих случаях они были единственными жителями на несколько километров вокруг и потому после строительства маяков стали их первыми смотрителями. В 370 метрах от места будущего маяка Палмерс-Лендинг в 1884 был установлен постоянно действующий фонарь, столб которого был высотой 7,5 метров и примыкал к белому сараю. В 1895 году он был уничтожен в результате пожара. Вместо фонаря был построен полноценный маяк, и 6 августа 1896 он был введён в эксплуатацию. Он представлял собой белую квадратную деревянную башню высотой 10 метров с наклонными стенами и восьмиугольным помещением для фонаря на вершине, выкрашенным в красный. На маяке была установлена линза Френеля. К 1961 году пристань, на которой был расположен маяк осела, из-за чего маяк накренился. Ремонт посчитали слишком дорогостоящим, поэтому неподалеку установили автоматический маяк, а в декабре 1961 года старый маяк сгорел.